# 大場純子
大場 純子（おおば じゅんこ、Junko Oba、1980年11月21日 - ）は、日本の元女性ファッションモデル。青森県弘前市出身。かつてはジャングルに所属。

## 来歴
青森県在住の中学生時代に、TBS系のバラエティ番組『さんま・玉緒のお年玉あんたの夢をかなえたろかスペシャル』の街頭インタビューに答えた人の夢をかなえるという企画で「トップモデルになりたい」という夢を語ったことがきっかけでプロのモデルとしてデビュー。雑誌『Olive』の専属モデルなどで人気を得る。エリートモデルルック96日本代表。
現在は事務所を退所し、その後の活動が見られないことから芸能活動を引退したものと見られる。

## 人物
大相撲のファンであり、安美錦関のファン。

## 出演

### CM
- グンゼ「ビーナスラインブラ」（1997年）

### テレビ番組
- さんま・玉緒のお年玉あんたの夢をかなえたろかスペシャル（1996年、TBS）
- 青森夢工場97 シンデレラは高校生（1997年）
- 歌セラ 第5回「女っつーのは」（2010年、TUY・TBC・HBCほか）